# Buddingtonite
La buddingtonite è un minerale appartenente al gruppo del feldspato.